# Jan Královec z Hrádku
Jan Královec z Hrádku nebo též Jan z Kralovic (německy Johann von Kralowitz, † po roce 1433) byl český husitský válečník, velitel hotovosti sirotčích měst.

## Život
Jan z Kralovic pocházel z drobné zemské šlechty a jako husitský hejtman byl znám pod přezdívkou Královec. Poprvé je zmíněn v roce 1426 v bitvě u Ústí, kde již byl hejtmanem sirotků. Po rozepřích mezi husity po bitvě se Královec se svými oddíly zapojil do neúspěšného obléhání Hynka z Kunštátu na jeho hradu Poděbradech.
V roce 1427 se zúčastnil se bitvy u Tachova a následného neúspěšného obléhání Plzně. V roce 1428 s knězem Prokůpkem rok obléhal hrad Lichnici u Čáslavi. Kvůli zajištění proviantu podnikl nepříliš úspěšnou výpravu na Žitavsko.Při návratu byl u Chrastavy (poblíž vesnice Machnín) napaden žitavskými a zhořeleckými vojsky. Útok se mu podařilo odrazit, ale utrpěl ztráty a přišel o většinu kořisti. Poté se přidal k husitské výpravě do Kladska.
Při sporech Novoměstských a Staroměstských, které vyvrcholily vzájemnými boji v září 1428, přitáhl do Prahy na pomoc Novoměstským; později patřil k úmluvcům, kteří sjednávali dohodu. V roce 1429 vedl své oddíly při společném husitském tažení do Saska, Míšně a Fojtska.  
Zapojil se do obléhání Plzně v letech 1433-1434. Poslední zmínka o něm je z jara roku 1434, kdy se radikální bratrstva před Plzní rozhodla vyslat delegaci na jednání s císařem Zikmundem a Královec měl být jedním z účastníků. Jednání se však nakonec neuskutečnila.